# 박종봉
박종봉(朴鍾鳳, 1880년 1월 7일 ~ 1969년 9월 12일)은 대한제국 독립운동가이다. 경상도 예천군 유천면 율현리 출생이다.

## 별칭
아명(兒名)은 박종관(朴鍾關)이며 호(號)는 율현(栗峴)이다.

## 생애

### 일생
경상북도 예천(醴泉)에서 출생한 그는 1898년에서 1901년까지 대한제국 하급 관료(강원도 철원군 갈말면 예하 면서기관) 직책을 지낸 1901년 대한제국 하급 관료 직책을 그만둔 후 1907년 국가가 존망의 기로에 서자 그는 국권회복을 위해 분연히 일어나 이강년(李康秊) 의병장 의진에 참여하여 대일 항전에 나섰다.
1896년에 이미 의병을 거의한 바 있는 이강년 의병장은 일제의 국권침탈에 맞서 1907년 3월 충북 제천(堤川)에서 재봉기하여 경상, 강원, 충청도 일대를 넘나들며 혁혁한 전공을 세웠다. 특히 지방민들의 전폭적인 지원과 지리에 밝은 이점을 이용해 신출귀몰한 유격전술을 구사하여 의병사에 빛나는 승리를 거두었던 것이다. 대한제국 고종 광무 황제는 밀지를 내려 이강년 선생을 도체찰사(都體察使)에 임명하며 의병 활동을 독려하기도 하였다. 1907년 12월 13도창의대진소가 결성되어 서울진공작전을 전개할 때에는 호서창의대장(湖西倡義大將)에 선임되기도 하였다. 그러나 이강년 의병장은 1908년 6월 청풍 작성전투에서 부상을 입고 붙잡혀 교수형을 받고 순국하였다. 그처럼 이와 같이 후기 의병사에 두드러진 활동을 전개한 이강년 의진에서 박종봉은 좌종사(坐從事)에 선임되어 활동하였다.
그는 그 후 경상북도 군위 땅에서 농사와 서예와 시문학 등으로 소일하였으며 1945년 양력 8월 15일 조선 광복을 경상북도 군위에서 목도하였고 그 후 1946년 5월 26일에서 1947년 6월 11일까지 한국독립당 전임고문 겸 최고위원 직위를 지냈으며 1947년 6월 11일을 기하여 한국독립당 탈당을 하였다.

## 사후
대한민국 정부에서는 고인의 공훈을 기리고자 1997년 8월 15일을 기하여 대한민국 건국포장을 추서하였다.